# Calosaturnia albofasciata
Calosaturnia albofasciata är en fjärilsart som beskrevs av Johnson 1938. Calosaturnia albofasciata ingår i släktet Calosaturnia och familjen påfågelsspinnare. Inga underarter finns listade i Catalogue of Life.